# Cosimo Marco Mazzoni
Cosimo Marco Mazzoni (Lamporecchio, 17 settembre 1943 – Parigi, 17 novembre 2019) è stato un giurista e saggista italiano.

## Biografia
Figlio di Giuliano Mazzoni (1906-1985), già ordinario di diritto del lavoro all’Università di Firenze, ha sposato nel 1970 Antonella Berardi, scenografa e costumista. Viveva a Montececeri di Fiesole.
Laureato all’Università di Firenze nel 1967, l’anno successivo ha frequentato la School for Advanced International Studies della Johns Hopkins University (Bologna Center) e poi vinto una borsa di studio presso l’Università di Bologna, dove è diventato allievo di Pietro Rescigno.
Negli anni Settanta ha studiato, con uno stipendium dell’Alexander von Humboldt-Stiftung Archiviato il 9 febbraio 2017 in Internet Archive., nelle Università di Tübingen, sotto la guida di Ludwig Raiser, e di Monaco di Baviera. Dalla metà degli anni Ottanta, ha svolto ricerche e tenuto corsi nelle Law Schools di Michigan, Yale e Columbia e successivamente all'Istituto Universitario Europeo di Fiesole. Dal 2005 ha tenuto corsi alla Faculté de droit de l'Université Paris-X Nanterre.
Professore ordinario dal 1980, ha insegnato per lunghi anni all'Università di Siena e in seguito in altre università sia in Italia che all'estero. È morto il 17 novembre 2019.

## Ambiti di studio
I suoi interessi scientifici hanno coperto una vasta area del diritto civile. È autore di monografie in tema di contratti di massa e controlli nel diritto privato (1975), obbligazioni solidali (1984), frutti civili e interessi di capitale (1985), di saggi in materia di controlli sulla libertà economica (1979), diritti della persona (1994). Nel 2016 ha pubblicato un saggio sugli aspetti antropologici, filosofici, religiosi, e giuridici attorno alla fenomenologia del dono dal titolo "Il dono è il dramma", (Bompiani). Ancora nel 2016 è uscito un ampio trattato su "La persona fisica", (Giuffrè).
Si è occupato per lungo tempo di problemi giuridici legati alle biotecnologie e alla bioetica. Ha scritto numerosi saggi in materia, poi riuniti in volume. È stato promotore e direttore di gruppi di ricerca ed ha organizzato convegni internazionali a Villa La Pietra (New York University), all’Istituto Universitario Europeo, all’Accademia dei Lincei; ed ha curato i volumi degli atti relativi.

## Attività scientifiche
Dal 1985 è stato fondatore e direttore, assieme a Vincenzo Varano, della collana Giuristi Stranieri di Oggi (Giuffré), dedicata a introdurre in Italia novità di temi e di metodo provenienti da altri paesi, e per la quale ha curato personalmente l’edizione italiana di autori tedeschi (Ludwig Raiser) e nordamericani (Guido Calabresi). Dal 2001 è altresì direttore della collana Derive (Giuffré), dedicata ai rapporti tra diritto positivo e scienze sperimentali.
È stato condirettore di La Nuova Giurisprudenza Civile Commentata (Cedam) e della Rivista Critica del Diritto Privato (Jovene), Cultures et Sociétés: Sciences de l’homme (Tétraèdre, Paris), Revista de Derecho y Genoma Humano (Fundaciòn BBVA, Bilbao).
Ha fatto parte del Centro Interdisciplinare Beniamino Segre dell'Accademia Nazionale dei Lincei. Ha collaborato alla pagina domenicale de "Il Sole 24 Ore" e alla rivista "Belfagor".

## Opere principali
- Contratti di massa e controlli nel diritto privato[3], Napoli, Jovene, 1975.
- Frutti civili e interessi di capitale[4], Milano, Giuffré, 1985.
- Saggi in materia di libertà economica (1979), obbligazioni solidali (1984), diritti della persona (1984), dono e donazione (2000), statuto del corpo (2002).
- Psiche o la forma del corpo[5], Milano, Giuffré, 2013.
- Il dono è il dramma[6], Milano, Bompiani, 2016.
- La persona fisica[7], (con Mariassunta Piccinni), nel Trattato di diritto privato a cura di Iudica e Zatti, Milano, Giuffré, 2016.
- Quale dignità. Il lungo viaggio di un'idea. Olschki, Firenze, 2019. ISBN 978-88-222-6631-6

## Curatele
- Una norma giuridica per la bioetica[8], Bologna, Il Mulino, 1998.
- A Legal Framework for Bioethics[9], The Hague, Kluwer, 1998.
- Un quadro europeo per la bioetica?[10], Firenze, Olschki, 1998.
- Bioetica e tutela della persona, Roma, Accademia Nazionale dei Lincei, 1998.
- Etica della ricerca biologica[11], Firenze, Olschki, 2000.
- Ethics and Law in Biological Research[12], The Hague, Nijhoff, 2002.
- Per uno statuto del corpo[13], Milano, Giuffré, 2008.

## Traduzioni
- Tragic choices, di Guido Calabresi e Philip Bobbitt, Milano, Giuffré, 1986.
- Die Aufgabe des Privatrechts, di Ludwig Raiser, Milano, Giuffré, 1990.
- Therapy Abatement, Autonomy and Futility. Ethical Decisions at the Edge of Life, di David Lamb, Bologna, Il Mulino, 1998.